# Erebus
Erebus – wulkan czynny u wybrzeża Antarktydy Wschodniej, na Wyspie Rossa (na Morzu Rossa) o wysokości 3794 m n.p.m. Jest to najaktywniejszy wulkan w Antarktyce; ostatnia jego erupcja miała miejsce w 2022 roku.

## Charakterystyka

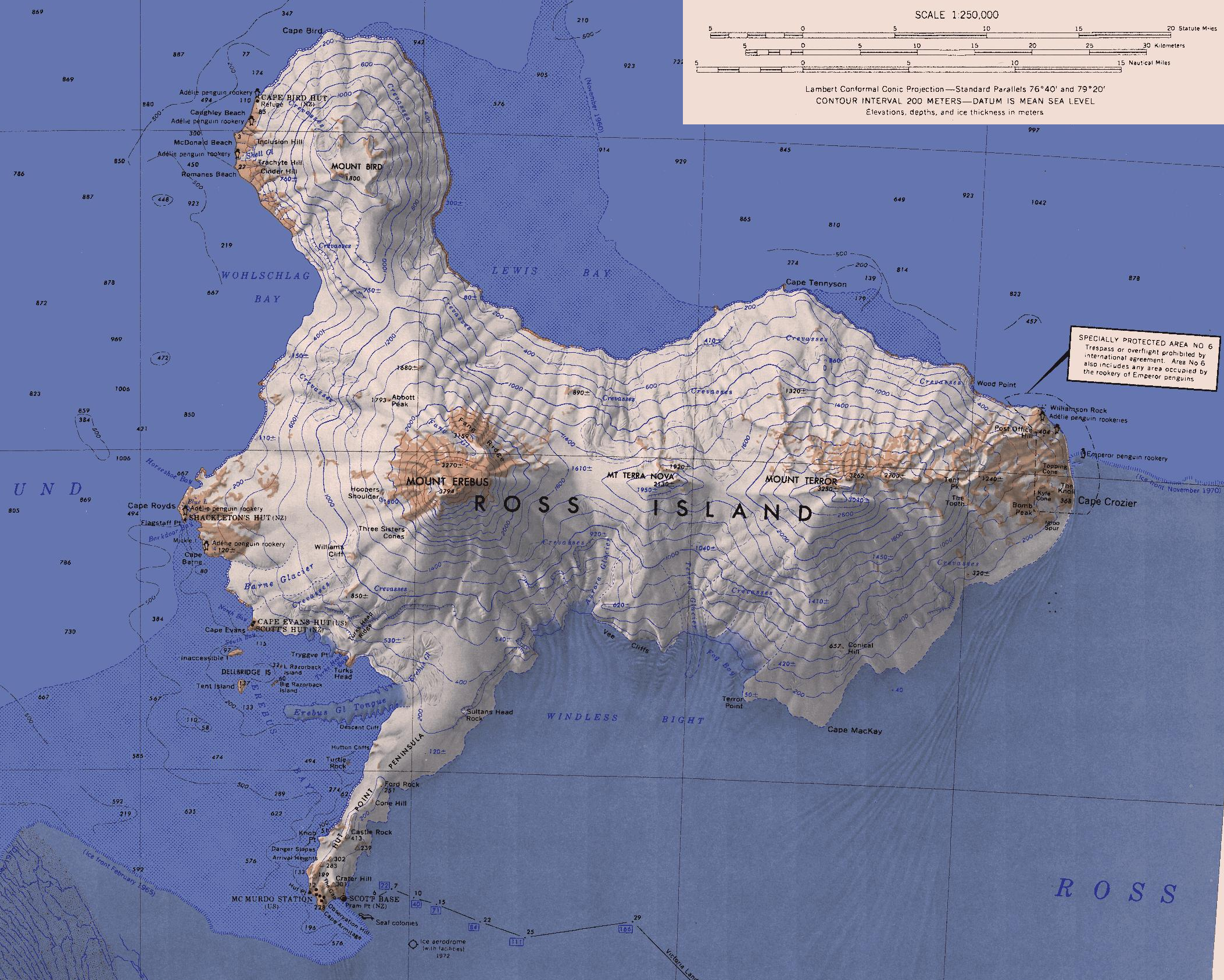
Mapa Wyspy Rossa

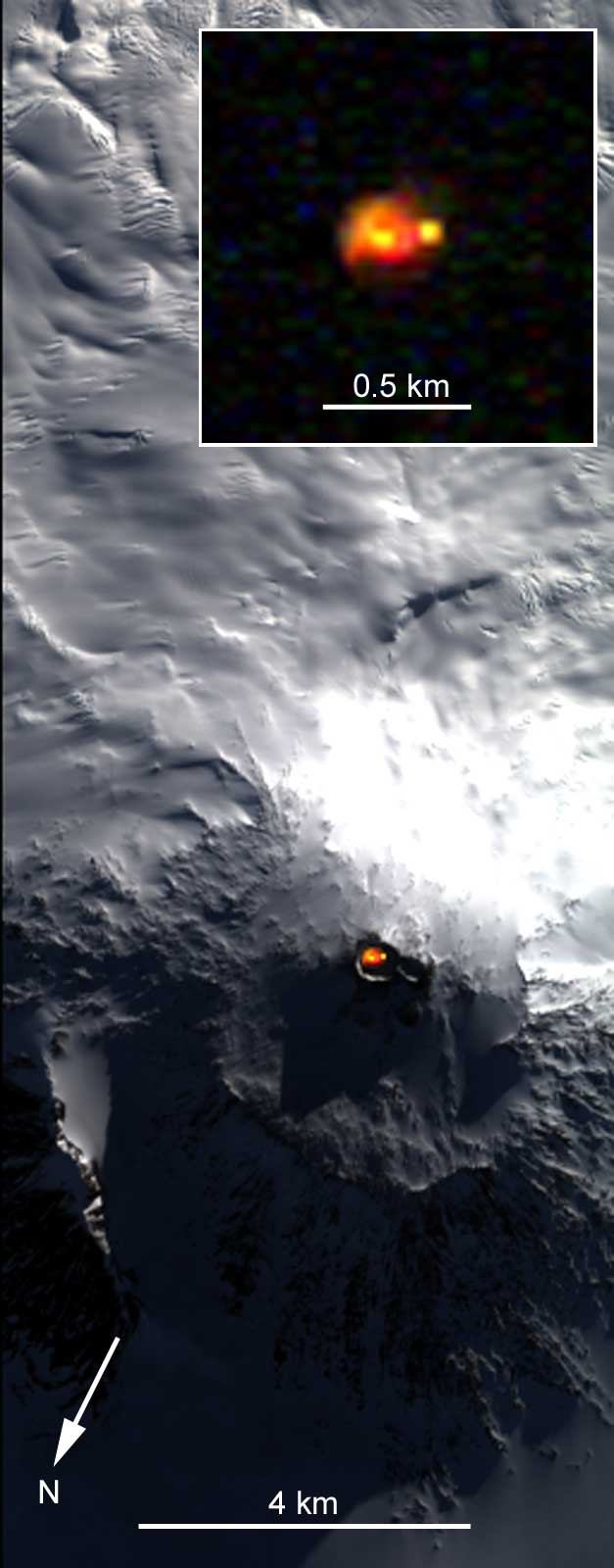
Zdjęcie satelitarne wulkanu z widocznym jeziorem lawowym

Erebus to duży stratowulkan pokryty przez lodowce, największy z wulkanów tworzących Wyspę Rossa u wybrzeża Ziemi Wiktorii (pozostałe to wygasłe Mount Terror i Mount Bird). Wulkan zaczął się formować około 1,3 miliona lat temu, w plejstocenie. Fonolitowy stożek wulkanu zmodyfikowało powstanie jednej lub dwóch generacji kalder, z których najmłodsza, późnoplejstoceńska, sięga do wysokości 3200 m n.p.m. Wznosi się w niej najmłodszy stożek, zwieńczony eliptycznym kraterem o wymiarach 500 × 600 m. Krater ma głębokość 110 m, znajduje się w nim wewnętrzny krater o średnicy 250 m, zawierający na dnie stałe jezioro lawowe, jedno z czterech istniejących na Ziemi.
Aktywność wulkaniczna Erebusa jest znana od 1841, kiedy to wulkan został odkryty. Jest ona stale obserwowana od 1972, przeważnie przejawia się w istnieniu jeziora lawowego i małych erupcjach, od czasu do czasu zdarzają się erupcje strombolijskie, wyrzucające bomby wulkaniczne.
Prócz wulkanizmu Erebus przejawia także związaną z nim aktywność geotermalną, na jego zboczach istnieją fumarole, których wyziewy zamarzają w zimnym antarktycznym powietrzu, tworząc wieże lodowe osiągające 10 m wysokości.

## Historia
W 1841 odkrył go szkocki badacz James Clark Ross. Nazwa wulkanu pochodzi od jednego z okrętów odkrywcy o nazwie HMS Erebus.
W 1908 grupa dowodzona przez Edgewortha Davida z ekspedycji Nimroda jako pierwsza zdobyła szczyt Erebusa.
W grudniu 1912 górę badała ekspedycja Terra Nova, pod dowództwem Scotta. Członkowie wyprawy sporządzili mapy i pobrali próbki geologiczne. Dwa obozy tej wyprawy znajdują się na liście historycznych miejsc i pomników w Antarktyce (nr 89 i 90).
W 1979 na wulkanie miała miejsce katastrofa lotu Air New Zealand 901. Samolot rozbił się na zboczu Erebusa. Śmierć poniosło 257 osób znajdujących się na pokładzie. Na liście historycznych miejsc i pomników Antarktydy znajduje się stalowy krzyż, upamiętniający tę katastrofę (nr 73).

## Ochrona
Aktywny geotermicznie obszar Tramway Ridge, położony 1,5 km na północny wschód od głównego krateru, był objęty ochroną jako szczególnie chroniony obszar Antarktyki nr 130 (Tramway Ridge) o powierzchni 4 ha. W 2014 zatwierdzono nowy plan ochrony przyrody; obszar Tramway Ridge został włączony w skład nowego szczególnie chronionego obszaru Antarktyki nr 175 (high altitude geothermal sites of the Ross Sea region). Obejmuje on również fragmenty szczytów wulkanów Mount Melbourne i Mount Rittmann, gdzie także występuje aktywność geotermalna. Prócz basenu Morza Rossa jedynym miejscem na Antarktydzie, w którym stwierdzono aktywność geotermiczną na dużej wysokości, jest szczyt Mount Berlin.
Obszar Tramway Ridge, dzięki podwyższonej temperaturze gruntu (do 75 °C na głębokości 4 cm) i dostępności ciekłej wody, pozwala na istnienie nietypowych społeczności mikroorganizmów, a około 16% chronionego obszaru porasta widoczna roślinność. Wstęp do północnej części chronionego obszaru jest zabroniony.